# 아라타토마스노랑어깨박쥐
아라타토마스노랑어깨박쥐(Sturnira aratathomasi)는 주걱박쥐과(신세계잎코박쥐과)에 속하는 남아메리카 박쥐의 일종이다. 콜롬비아와 에콰도르, 페루 그리고 베네수엘라에서 발견된다.